# ژان کلود بورلی
ژان کلود بورلی نوازنده ترومپت و آهنگساز فرانسوی است. .

## زمینه
او در سن هفت سالگی پس از آشنایی با لوئیس آرمسترانگ در تلویزیون، به این ساز علاقه‌مند شد.

## ملودی دولاندس
سال ۱۹۷۵ نقطه عطفی در زندگی بورلی بود. ضبط اثر «ملودی دولاندس» قرار بود آینده او را تغییر دهد. این اثر به سرعت در رده‌بندی‌های بیشتر کشورهای اروپایی، ابتدا در فرانسه، سوئیس، بلژیک و سپس آلمان، اتریش و هلند به رده اول رسید. همچنین در رتبه اول در کشور مکزیک و بعد از آن در ژاپن قرار گرفت. بیش از یک میلیون نسخه فروخته شد و دیسک طلا نیز برای این اثر به او تعلق گرفت.